# Крамской, Сергей Иванович
Сергей Иванович Крамской (род. 18 января 1955 г. в с. Абай Усть-Коксинского района Алтайского края) — Заслуженный работник физической культуры РФ, Заслуженный тренер России, заведующий кафедрой физического воспитания и спорта Белгородского государственного технологического университета им. В. Г. Шухова, кандидат социологических наук, профессор, член-корреспондент Российской Академии естественных наук.

## Биография
Родился 18 января 1955 году в с. Абай Усть-Коксинского района Алтайского края.
После окончания средней школы поступил в Белгородский государственный педагогический институт им. М. С. Ольминского на факультет физического воспитания, который окончил с отличием. Учёбу в ВУЗе совмещал с работой в детско-юношеской спортивной школе № 1 Белгорода.
На протяжении 22 лет работал тренером, старшим тренером отделения гандбола СДЮШОР АО «Белэнергомаш». Вместе с коллегами подготовил пятикратных чемпионов СССР, многократных призёров первенств России.
В 2000 году был приглашён на работу в Белгородский государственный технологический университет им. В. Г. Шухова, возглавил кафедру физического воспитания и спорта.
Продолжил тренерскую работу в качестве главного тренера мужской команды университета по гандболу «Технолог-Спартак», которая стала многократным победителем и призёром Кубка России, чемпионата РФ по пляжному гандболу, чемпионом страны, победителем и призёром Всероссийских соревнований по гандболу среди мужских команд Высшей лиги.
В 2011 году Исполкомом Федерации гандбола России был назначен старшим тренером молодёжной сборной команды по пляжному гандболу. Сборная команда России под его руководством становилась призёром европейских первенств, чемпионом Европы 2012.
Как тренер подготовил более 50 «Мастеров спорта России», 5 — «Мастеров спорта России международного класса», 1 — «Заслуженного мастера спорта» — призёра Олимпийских игр Алексея Растворцева.

## Звания, награды, премии
- Заслуженный работник физической культуры Российской  Федерации (1999)
- Заслуженный тренер России (2017)[7].
- Спортивный судья Всероссийской категории (2016)
- Отличник физической культуры и спорта России (2006)
- Ветеран труда (1999)
- Нагрудный знак «Почетный работник высшего профессионального образования РФ» (2006)
- Почетный знак «За заслуги в развитии физической культуры и спорта» (2005)
- Почетный знак Союза гандболистов России (2005)
- Орден Ломоносова Национального комитета общественных наград [7] (2007)
- Награждён золотым знаком отличия Всероссийского физкультурно-спортивного комплекса «Готов к труду и обороне» (2017)[6]

Неоднократно награждался почетными грамотами, дипломами и благодарственными письмами, в том числе Президента РФ и памятной медалью за вклад в подготовку и проведение Олимпийских игр 2014, Российского студенческого спортивного союза, Губернатора Белгородской области, председателя Белгородской областной Думы, главы администрации г. Белгорода, управлений физической культуры и спорта Белгородской области и г. Белгорода, ректора Белгородского государственного технологического университета им. В. Г. Шухова и других государственных и общественных организаций России и Белгородской области.

#### Членство в академиях, научно-методических советах, общественных организациях
- член-корреспондент Российской академии естественных наук
- академик (действительный член) Академии проблем качества
- председатель комиссии по спортивно-оздоровительной работе при Совете ректоров Белгородской области
- член научно-методического совета по физическому воспитанию Ассоциации строительных вузов России
- президент Белгородской региональной общественной организации «Федерация гандбола»
- член общественного совета Управления физической культуры и спорта Белгородской области
- основатель и руководитель общественной организации «Детско-юношеский гандбольный клуб „РИФЫ“»[6]

## Профессиональная и научная деятельность
В 2007 г. С. И. Крамской защитил диссертацию на соискание ученой степени кандидата социологических наук по теме: «Социальное управление процессом физического воспитания студенческой молодежи» (на материалах Белгородской области).
Направление научной деятельности: физическая культура, спорт, социология физической культуры и спорта. Направление научно-методической деятельности: оптимизация учебного процесса по дисциплине «Физическая культура и спорт», здоровьесберегающие технологии.
Автор и соавтор более 420 научных и научно-методических работ, в том числе:
- 20 монографий
- 4 учебников
- 28 учебных пособий

Как член редколлегии участвовал в выпуске более 30 научных и научно-методических сборников, является членом редколлегии научно-методического журнала ЦФО РФ «Культура физическая и здоровье», входящего в перечень ВАК и научного журнала «Дискурс».

#### Основные научные и учебные издания
- Медико-биологическое обеспечение физической культуры и спорта в процессе физической рекреации: монография / В. П. Зайцев, С. И. Крамской, И. А. Амельченко др.; под ред. В. П. Зайцева, С. И. Крамского. — Белгород: Изд-во БГТУ, 2014. — 175 с.
- Головко, Н. Г. Моделирование структуры спортивной тренировки: монография в 3-х томах / Н. Г. Головко, Крамской С. И. — Белгород: Изд-во: Бел ГСХА им. В. Я. Горина, 2014. — Т 1. — 465 с.
- Головко, Н. Г. Моделирование структуры спортивной тренировки: монография в 3-х томах / Н. Г. Головко, Крамской С. И. — Белгород: Изд- во Бел ГСХА им. В. Я. Горина, 2014. — Т. 2. — 500 с.
- Головко, Н. Г. Моделирование структуры спортивной тренировки: монография в 3-х томах / Н. Г. Головко, Крамской С. И. — Белгород: Изд- во Бел ГСХА им. В. Я. Горина, 2014. — Т. 3. — 608 с.
- Врачебно-педагогические наблюдения за футболистами во время учебно-тренировочных занятий: коллективная монография / Зайцев В. П., Марченко В. А., Ермаков С. С., Крамской С. И. и др.; под ред. В. П. Зайцева. — Харьков: ХГАФК, 2013. — 404 с.
- Спортивные игры: учебник для студентов педагогических вузов факультетов физического воспитания в 2-х томах / Ж. Л. Козина, И. Б. Гринченко, С. И. Крамской, Ю. М. Поярков; под общей ред. Ж. Л. Козиной. — Харьков, 2013. — Т.1. — 446 с.
- Спортивные игры: учебник для студентов педагогических вузов факультетов физического воспитания в 2-х томах / Ж. Л. Козина, С. И. Крамской, С. Б. Полищук; под общей ред. Ж. Л. Козиной. — Харьков, 2013. — Т.2. — 347 с.
- Структура рекордного результата: монография / Н. Г. Головко, С. И. Крамской, Е. В. Дурыхин и др.; под ред. канд. пед. наук, доц. Н. Г. Головко. — Белгород: Изд-во БелГСХА им. В. Я. Горина, 2013. — Т.1. — 232 с.
- Структура рекордного результата: монография / Н. Г. Головко, С. И. Крамской, Е. В. Дурыхин и др.; под ред. канд. пед. наук, доц. Н. Г. Головко. — Белгород: Изд-во БелГСХА им. В. Я. Горина, 2013. — Т.2. — 370 с.
- Физическая культура студентов в специальном отделении технического вуза: учебное пособие / С. И. Крамской, Е. А. Бондарь, И. А. Амельченко, И. В. Куликова. — Белгород: Изд-во БГТУ, 2013. — 175 с.
- Современные проблемы рекреации в высшем учебном заведении: коллективная монография / В. П. Зайцев, Н. А. Олейник, И. К. Сосин, С. И. Крамской и др. — Харьков, 2010. — 348 с.
- Здоровьеформирующие технологии в учебном процессе по дисциплине «Физическая культура» : учеб. пособие для студентов, обучающихся по направлению 270100 / С. И. Крамской, В. П. Зайцев, Н. А. Олейник и др.; под ред. С. И. Крамского, В. П. Зайцева ; БГТУ им. В. Г. Шухова. — Белгород : Изд-во БГТУ им. В. Г. Шухова, 2009. — 189 с.
- Оптимизация учебного процесса по физической культуре в техническом вузе : учеб. пособие для студентов, обучающихся по направлению 653500 / ред.: В. П. Зайцев, С. И. Крамской. — 2-е изд.3-е изд., стер., стер. — Москва : Изд-во АСВ, 2007, 2009 ; Белгород : Изд-во БГТУ им. В. Г. Шухова. — 275 с.
- Крамской, С. И. Управление творческой деятельностью кафедры физического воспитания и спорта технического вуза : монография / С. И. Крамской, В. П. Зайцев. — Москва : Изд-во АСВ ; Белгород : Изд-во БГТУ им. В. Г. Шухова, 2004. — 243 с.
- Крамской, С. И. Учебно-тренировочный процесс студентов, занимающихся гандболом : учеб. пособие / С. И. Крамской. — Белгород : Изд-во БГТУ им. В. Г. Шухова, 2003. — 74 с.[10]